# サリュート5号
サリュート5号（ロシア語Салют-5、Salyut 5 ）はソ連の宇宙ステーション。1976年6月22日にバイコヌール宇宙基地からプロトンロケットで打ち上げられた。アルマース軍事宇宙ステーションとして、本来の軍用目的を秘匿して運用された。サリュート計画内のアルマース軍事宇宙ステーションとしては、3度目の機体であり、これが最後の機体ともなった。構造的にはサリュート3号に類似しており、総重量は約18トンから19トンで、側面に沿って2つの太陽電池を備えていた。また、データや材料を回収するための取り外し可能なモジュールを備えていた。打ち上げ及び続くミッションは成功に行なわれた。定員2名であり、ソユーズにより軌道まで運ばれている。

## ミッション
ソユーズ21号の宇宙飛行士は、1976年7月7日から8月24日までステーションで働いた。ソユーズ23号は10月15日にドッキングを試みたが、ステーションの中には入れなかった。ソユーズ24号の乗組員は1977年2月8日から25日までステーションで作業を行なった。
1977年2月26日にKSIカプセルが放出された。サリュート5号は1977年8月8日、予備燃料が枯渇し、計画されていたソユーズ25号のミッションが不可能となったことが分かった後に大気圏再突入した。

## 仕様
- 長さ - 14.55m
- 最大直径 - 4.15m
- 居住体積 - 100m3
- 打上げ時重量 - 19,000㎏
- 打上げロケット - プロトンロケット
- 軌道傾斜角 - 51.6°
- 太陽電池数 - 2
- 補給船 - Soyuz Ferry
- ドッキングポート数 - 1
- 乗員人数 - 3

## 装置
- 地球観測カメラ
- 結晶成長装置

## 訪れた宇宙船と乗組員
- ソユーズ21号（1976年6月6日-8月24日）
  - ボリス・ヴォリノフ
  - ヴィタリ・ゾロボフ
- ソユーズ23号（1976年10月14日-ドッキング失敗）
  - ビャチェスラフ・ズドフ
  - ヴァレリー・ヴェンスキー
- ソユーズ24号（1977年2月7日-2月25日）
  - ヴィクトル・ゴルバトコ
  - ユーリ・グラツコフ